# Jean de La Baume
Jean de La Baume (* nach 1357; † 1435) war ein savoyischer Adliger und Militär überwiegend in französischen Diensten; er war der erste Comte de Montrevel, sowie Gouverneur von Paris und Marschall von Frankreich. 

## Biographie
Jean de La Baume ist der Sohn von Guillaume de La Baume, Seigneur de L’Abergement, de Marboz, de Montfleur etc. (X 1360 vor Carignan), und dessen (1357) zweiter Ehefrau Constance Aleman († wohl 1376), die 1363 in zweiter Ehe François, Seigneur de Sassenage, heiratete. Beim Tod seines Vaters war er – der einzige Sohn – höchstens drei Jahre alt. 1377 trat er selbst als Seigneur de l’Abergement, de Montgefond, de Mont-Saint-Sorlin etc. auf.
1379 nahm er an der Belagerung von Eroberung von Ornacieux teil. 1382 erhielt er das Kommando über die Truppen, mit denen Ludwig I. von Anjou seine Ansprüche in Süditalien durchsetzen wollte, und wurde für seine Dienste am 3. September 1383 zum Conte di Sinopoli (Kalabrien) ernannt. In den nächsten Jahren unterstützte er Graf Amadeus VII. von Savoyen bei dessen Versuch, sich im Wallis durchzusetzen. Ab 1390 begleitete er Ludwig II. von Anjou als Rat bei dessen Feldzügen um den neapolitanischen Thron. Am 11. September 1399 nahm ihn Graf Amadeus VIII. von Savoyen in seinen Staatsrat auf.
Am 17. März 1404 nahm ihn Louis de Valois, duc d’Orléans in den Orden vom Stachelschwein (Ordre du Porc-Épic) auf, was ihn aber nicht daran hinderte, sich Johann Ohnefurcht anzuschließen, dem neuen Herzog von Burgund, der ihn zu seinem Mundschenk ernannte und einige Zeit später zu seinem Rat und Kammerherrn machte. 1408 folgte er ihm in die Schlacht von Othée gegen die aufständischen Einwohner von Lüttich, und erneut 1410, als der Gegensatz zwischen Burgund und Orléans zum Bürgerkrieg der Armagnacs und Bourguignons eskalierte. 1411 wurde ihm das Kommando über Stadt und Burg Meaux übertragen.
Am 22. Juni 1413 nahm er an der Unterzeichnung des Friedensvertrags zwischen Amadeus VIII. von Savoyen und Markgraf Thomas III. von Saluzzo teil. Von hier aus kehrte er zum Herzog von Burgund zurück, der ihn 1414 beauftragte, mit dem Grafen von Savoyen Vorschläge zu erarbeiten, die sie auf dem Konzil von Konstanz vortragen wollten, das am 4. November 1414 begann. 1417 reiste er nach Deutschland, um die Hochzeit von Matilde von Savoyen, Tochter von Amadeus von Savoyen, Titular-Fürst von Achaia und Herrn von Piemont, mit Kurfürst Ludwig III. von der Pfalz zu verhandeln, die am 30. November 1417 in Pinerolo geschlossen wurde. 
Am 14. Mai 1420 wurde er von König Heinrich V. von England, der sich seiner Dienste versichern wollte, zum Prévôt de Paris ernannt, am 27. Dezember 1420 zum Rat und Kammerherrn, am 8. Juli 1421 zum Gouverneur von Paris und schließlich am 22. Januar 1422 – gleichzeitig mit Antoine de Vergy – zum Marschall von Frankreich, was am 3. Februar vom Parlement anerkannt wurde. Im gleichen Monat wurde er von Heinrich V. zum Herzog von Savoyen gesandt, im Jahr darauf rief ihn der Herzog von Burgund mit so viel Fußtruppen und Bogenschützen wie möglich zu sich nach Chalon-sur-Saône oder Tournus, um Mâcon zu besetzen, das er dann zwei Monate lang verteidigte.
Am 26. Dezember 1427 machte der (nunmehr) Herzog von Savoyen die Herrschaft Montrevel zur Grafschaft, 1434 nahm er ihn in den Annunziaten-Orden auf. Am 25. Januar 1435 verfasste er sein Testament und starb kurze Zeit später.

## Ehe und Familie
Er heiratete per Ehevertrag am 5. November 1384 in Genf Jeanne de La Tour-d’Illeins, Dame d’Arconcié, d’Illens, et d’Attalens, 1384/1400 bezeugt, Tochter von Antoine, Sire de Châtillon etc. Ihre Kinder sind:
- Jean II. (* 1385; †vor 1428), Seigneur de Bonrepos, de Valusin, 1420 burgundischer Prévôt de Paris, französischer Rat und Kämmerer, bestattet in Bonrepos; ⚭ 14. August 1400 in Cuiseaux Jeanne de Chalon-Tonnerre (Haus Burgund-Ivrea), 1422/51 bezeugt, Comtesse de Tonnerre, † 14. Juni 1451, Tochter von Louis I. de Chalon, genannt le Chevalier Vert, Comte de Tonnerre, und Marie (L’Archevêque) de Parthenay
- Jacques († wohl 1466), Seigneur de L'Abergement, de Marboz, de Montfort, etc., d’Illens et d’Arconciel, 1418/21 Grand Maître des Arbaletriers de France, französischer Rat, 1419 Generalleutnant in Valay, Gévaudan und Valentinois, 1440/56 savoyischer Bailly und Generalleutnant in Bresse, testiert 12. August 1466, bestattet in Marboz; ⚭ (1) Catherine de Thurey, Erbtochter von Girard de Thurey, Seigneur de Noyers, und Gillette de Coligny; ⚭ (2) Jacqueline de Seyssel, Dame de Saudrans et de Monts, Witwe von Guillaume de Saint-Trivier, Seigneur de Saint-Trivier et de Branges
- Pierre († 28. Januar/30. April 1486), Seigneur de Mont-Saint-Sorlin, d’Illens etc. savoyischer Rat, burgundischer Rat und Kämmerer; ⚭ 2. März 1424 Alix de Luyrieux, Tochter von Humbert de Luyrieux, Seigneur de la Cueille et de Savigny-en-Revermont, und Jeanne de Sassenage
- Antoinette, Dame d'Attalens et de Sermoyer; ⚭ 24. Oktober 1403 Antoine de Saint-Trivier, Seigneur de Saint-Trivier et de Santrans
- Jeanne; ⚭  Claude de Saint-Amour, Seigneur de Saint-Amour et de Châtelneuf